# Please
Please és el primer disc del grup de pop electrònic Pet Shop Boys. Va aparèixer al mes de març de 1986 i fou editat al segell discogràfic EMI.
Precedit pel llançament dels senzills "West End Girls" -que els donà el seu primer número 1 britànic- i "Love comes quickly" (19), "Please" mostra un estil musical afí al corrent general del pop electrònic de mitjans dels anys 80, amb alguns tocs de música industrial. Peces ballables ("West End Girls", "Opportunities" o "Tonight is forever") coexisteixen amb temes de caràcter més melancòlic, com "Love comes quickly" o "Later tonight". "Suburbia" també inclou multitud d'efectes sonors (vidres trencats, revoltes...) per crear un ambient de tensió, que encaixa amb el ritme accelerat de la cançó. "Two divided by zero", a més d'efectes sonors semblants als de "Suburbia", inclou un sample d'una joguina, la Speak and Spell, que recita robòticament el seu títol.
Líricament es podria descriure "Please" com un exemple de disc conceptual, gairebé en perfecte ordre correlatiu: Una persona fuig d'una ciutat ("Two divided by zero"), coneix els llocs benestants de la ciutat d'arribada ("West End Girls"), hi fa diners ("Opportunities"), s'enamora ("Love comes quickly"), entra als barris conflictius ("Suburbia"), es diverteix amb les seves companyies ("Tonight is forever"), es fica en problemes ("Violence"), passa una nit apassionada ("I want a lover"), queda amb la seva conquesta ("Later tonight") i es planteja de viure amb ella ("Why don't we live together?").
L'any 2001, EMI Records reedità Please i el convertí en un disc doble, incorporant-hi un nou CD addicional amb remescles, cares B i versions inèdites. Aquest segon CD va rebre el títol de "Further listening 1984-1986".

## Temes

### CDP 7462712
1. Two divided by zero (Orlando/Tennant) (3,34)
2. West End Girls (4,45)
3. Opportunities (Let's make lots of money) (3,43)
4. Love comes quickly (Tennant/Lowe/Hague) (4,19)
5. Suburbia (5,05)
6. Opportunities (Reprise) (0,33)
7. Tonight is forever (4,31)
8. Violence (4,27)
9. I want a lover (4,05)
10. Later tonight (Tennant) (2,46)
11. Why don't we live together? (4,44)

### Further Listening 1984-1986
1. A man could get arrested (Cara B de "West End Girls", versió 12") (4,09)
2. Opportunities (Let's make lots of money) (Versió original 7") (4,36)
3. In the night (4,51)
4. Opportunities (Let's make lots of money) (Versió original 12") (7,00)
5. Why don't we live together? (Original New York mix) (5,14)
6. West End girls (Dance Mix) (6,39)
7. A man could get arrested (Versió 7") (4,51)
8. Love comes quickly (Dance mix) (6,50)
9. That's my impression (Cara B de "Love comes quickly", Disco mix) (5,19)
10. Was that what it was? (Cara B d'"Opportunities") (5,17)
11. Suburbia (The Full Horror) (8,58)
12. Jack the lad (4,32)
13. Paninaro (Remescla Italiana) (8,38)

- Tots els temes compostos per Neil Tennant i Chris Lowe, menys on s'especifiqui una altra cosa.

## Senzills
1. "West End Girls" (primera edició: 9 d'abril de 1984; segona edició: 28 d'octubre de 1985)
2. "Love comes quickly" (24 de gener de 1986)
3. "Opportunities" (primera edició: 1 de juliol de 1985; segona edició: 19 de maig de 1986)
4. "Suburbia"(22 de setembre de 1986)

## Dades
- Pet Shop Boys: Neil Tennant i Chris Lowe.
- Produït per Stephen Hague.
- Enginyer de so (Advision Studios, Londres): David Jacob.
- Versió original d'"Opportunities" produïda per J.J.Jeczalik i Nicholas Froome. Enregistraments addicionals a Nova York per Ron Dean Miller.
- Versió original d'"I want a lover" produïda per Pet Shop Boys i Blue Weaver.
- Temes publicats per 10 Music Ltd./Cage Music Ltd. excepte "Two divided by zero" (10 Music Ltd./Cage Music Ltd./Orbob Music Ltd.) i "Love comes quickly" (10 Music Ltd./Cage Music Ltd./Charisma Music Publ. Co. Ltd.).
- Andy McKay: Saxòfon a "Love comes quickly".
- Helena Springs: Veus addicionals a "West End Girls" i "Violence".
- Disseny de portada: Mark Farrow i Pet Shop Boys.
- Fotografia de portada: Eric Watson.
- Fotografies interiors: Eric Watson, Paul Rider, John Stoddard, Brian Aris, Joe Shutter, Ian Hooton, Chris Burscough.